# 肥後ノ城政和
肥後ノ城 政和（ひごのじょう まさかず、1984年11月5日 - ）は、熊本県下益城郡城南町（現在の熊本市南区）出身で、木瀬部屋（閉鎖処分中は北の湖部屋）に所属した元大相撲力士。本名は緒方 政和（おがた まさかず）。身長180cm、体重146kg、血液型はA型。最高位は西十両9枚目（2014年3月場所）。

## 来歴
下益城城南中学校、熊本農業高校を経て日本体育大学体育学部武道学科に入学し、相撲部に入部。1年次から団体戦レギュラーとなったが、個人戦では3位が大学時代の最高成績だった。大学卒業後、熊本で教員になることを志していたが当時欠員が無かったため諦めた。一時はプロ入りを断念してアクアドームくまもとにスポーツインストラクターとして正規社員で勤務していた時期もあるが、仕事に追われて相撲の稽古が満足に出来ず、実業団の大会でも不本意な結果に甘んじたことが大相撲入りのきっかけとなった。父親の助言もあり、大相撲へ入門することを決意。この経歴から関取昇進後に「脱サラ力士」の異名が知れ渡る。高校の先輩でかつ同郷出身でもある力士の1人がたまたま地元に来ていたため、入門の意を伝えたところ、その力士の所属する木瀬部屋を紹介され、そのまま入門した。2007年11月場所で初土俵を踏んだ。新弟子検査を受けたのは23歳の誕生日の4日前であった。
初めて番付に名前が載った2008年1月場所で序ノ口優勝、同年5月場所は三段目優勝と、序二段を含めた3段をそれぞれ1場所で通過し、同年7月場所から幕下に昇進・定着。2009年7月場所で関取昇進の可能性があるといわれる幕下15枚目以内の番付に初めてついた。2011年11月場所では6勝1敗の8人によってトーナメント形式で争われる、幕下優勝決定戦に進出し、初戦で優勝者の千昇に敗退した。
優勝決定戦を経験した後、2012年1月場所からは幕下1桁台の番付に定着するが、関取目前になると負け越してしまうためなかなか関取に上がることができず、11場所連続で1桁台の番付に在位。しかし、幕下上位を長く経験している間に着実に実力をつけて2013年9月場所では西幕下4枚目で4勝3敗と勝ち越し。十両から落ちる星になった力士の数と比べて、幕下から上がれる星になった力士が少なくなる幸運にも恵まれ、地元九州で開催される11月場所での新十両昇進が決定された。11月場所の番付は東十両14枚目。熊本県からの新十両は、2011年7月場所の天鎧鵬以来戦後30人目。11月場所2日目の新十両インタビューでは、「丁度同学年の土佐豊が幕下以下での30連勝を果たした頃に自分の可能性を試したくなった」と入門の背景にあった気持ちを語った。その場所では上手出し投げを新たに取り入れるなどの工夫が実ったが、6日目の取組で左手の甲を骨折したことで翌日から失速し、千秋楽に7勝8敗と負け越しが決定してしまった。しかし、翌2014年1月場所では番付運に恵まれ据え置きとなった。翌2014年1月場所も左手の状態が万全ではなく苦しんだが千秋楽に魁を熱戦の末破って8勝7敗と勝ち越し、自身初となる十両での勝ち越しを果たした。翌3月場所はやや番付運に恵まれ4枚半上昇となる西十両9枚目まで自己最高位を更新したものの、この場所から2場所連続負け越しとなり、結局4場所で関取の座は明け渡した。幕下に落ちてからも4場所続けて負け越すなど調子はなかなか戻らなかったが、東幕下39枚目で迎えた2015年3月場所では5勝2敗の成績で7場所ぶりの勝ち越しを果たすと、そこから勝ち越しを続けて同年11月場所では東幕下6枚目まで番付を戻した。しかし2勝5敗と負け越し、以降は幕下の一桁の番付には戻れていない。2018年3月場所は幕下降格後ではもっとも低い番付となる東の53枚目で迎えたが、1番相撲から白星を積み重ね、7番相撲では同じく負けなしで東幕下筆頭の白鷹山に勝利して7戦全勝で自身初の幕下優勝を果たした。2020年5月場所では12年ぶりの三段目に降格となった。
2021年11月場所を最後に引退。今後は熊本に戻って教員を目指す意向を示している。2023年現在、熊本県立熊本支援学校の講師を務めている。

## 人物
- エストニア出身の元大相撲力士・把瑠都とは生年月日が同じである。
- 十両時代に婚約した女性と2015年に結婚を果たし、2016年4月16日には地元の熊本で結婚式が予定されていたが、帰省中に熊本地震に遭い、式は延期。自身の結婚披露宴に用意した菓子や今治タオルなど約300人分の引き出物を避難所に配った[7]。

## 主な成績
2021年11月場所終了現在
- 通算成績：307勝294敗4休（83場所）
- 各段優勝
  - 幕下優勝:1回（2018年3月場所)
  - 三段目優勝：1回（2008年5月場所）
  - 序ノ口優勝：1回（2008年1月場所）

| | 一月場所 初場所（東京） | 三月場所 春場所（大阪） | 五月場所 夏場所（東京） | 七月場所 名古屋場所（愛知） | 九月場所 秋場所（東京） | 十一月場所 九州場所（福岡） |
| --- | ----------------------- | ----------------------- | ----------------------- | --------------------------- | ----------------------- | --------------------------- |
| 2007年 （平成19年） | x                       | x                       | x                       | x                           | x                       | （前相撲）                  |
| 2008年 （平成20年） | 東序ノ口30枚目 優勝 7–0 | 東序二段24枚目 5–2      | 東三段目92枚目 優勝 7–0 | 東幕下58枚目 5–2            | 東幕下38枚目 4–3        | 西幕下27枚目 4–3            |
| 2009年 （平成21年） | 東幕下20枚目 3–4        | 東幕下27枚目 4–3        | 東幕下21枚目 4–3        | 東幕下15枚目 4–3            | 東幕下11枚目 2–5        | 西幕下22枚目 3–4            |
| 2010年 （平成22年） | 東幕下28枚目 1–6        | 西幕下49枚目 4–3        | 東幕下41枚目 4–3        | 西幕下32枚目 3–4            | 西幕下38枚目 6–1        | 東幕下15枚目 4–3            |
| 2011年 （平成23年） | 東幕下12枚目 3–4        | 八百長問題 により中止   | 東幕下20枚目 2–5        | 東幕下26枚目 3–4            | 西幕下31枚目 4–3        | 西幕下25枚目 6–1            |
| 2012年 （平成24年） | 東幕下9枚目 4–3         | 西幕下4枚目 3–4         | 東幕下9枚目 5–2         | 西幕下4枚目 4–3             | 東幕下2枚目 2–5         | 西幕下9枚目 4–3             |
| 2013年 （平成25年） | 東幕下7枚目 4–3         | 東幕下5枚目 3–4         | 西幕下8枚目 4–3         | 東幕下7枚目 4–3             | 西幕下4枚目 4–3         | 東十両14枚目 7–8            |
| 2014年 （平成26年） | 東十両14枚目 8–7        | 西十両9枚目 6–9         | 東十両11枚目 5–10       | 東幕下2枚目 3–4             | 東幕下5枚目 2–5         | 東幕下15枚目 2–5            |
| 2015年 （平成27年） | 西幕下33枚目 3–4        | 東幕下39枚目 5–2        | 東幕下27枚目 5–2        | 東幕下15枚目 4–3            | 西幕下10枚目 5–2        | 東幕下6枚目 2–5             |
| 2016年 （平成28年） | 東幕下20枚目 2–5        | 西幕下37枚目 4–3        | 東幕下32枚目 5–2        | 東幕下21枚目 4–3            | 西幕下15枚目 4–3        | 東幕下10枚目 1–6            |
| 2017年 （平成29年） | 東幕下31枚目 4–3        | 東幕下27枚目 4–3        | 東幕下21枚目 5–2        | 東幕下15枚目 3–4            | 西幕下19枚目 1–2–4      | 東幕下39枚目 4–3            |
| 2018年 （平成30年） | 東幕下32枚目 2–5        | 東幕下53枚目 優勝 7–0   | 西幕下6枚目 3–4         | 西幕下11枚目 4–3            | 西幕下7枚目 3–4         | 西幕下14枚目 3–4            |
| 2019年 （平成31年 /令和元年） | 西幕下22枚目 2–5        | 西幕下34枚目 2–5        | 西幕下48枚目 4–3        | 西幕下39枚目 5–2            | 西幕下27枚目 2–5        | 西幕下45枚目 4–3            |
| 2020年 （令和2年） | 西幕下37枚目 3–4        | 東幕下48枚目 3–4        | 感染症拡大 により中止   | 東三段目7枚目 6–1           | 東幕下32枚目 4–3        | 西幕下24枚目 2–5            |
| 2021年 （令和3年） | 東幕下42枚目 2–5        | 東三段目7枚目 3–4       | 西三段目18枚目 3–4      | 西三段目35枚目 5–2          | 西三段目10枚目 2–5      | 西三段目36枚目 引退 2–5–0   |
| 各欄の数字は、「勝ち-負け-休場」を示す。 優勝 引退 休場 十両 幕下 三賞：敢=敢闘賞、殊=殊勲賞、技=技能賞 その他：★=金星 番付階級：幕内 - 十両 - 幕下 - 三段目 - 序二段 - 序ノ口 幕内序列：横綱 - 大関 - 関脇 - 小結 - 前頭（「#数字」は各位内の序列） |                         |                         |                         |                             |                         |                             |

## 改名歴
- 緒方 政和（おがた まさかず）：2007年11月場所 - 2009年1月場所
- 肥後ノ城 政和（ひごのじょう - ）：2009年3月場所 - 2021年11月場所